# Liberat Weiss
Liberat Weiss (ur. 4 stycznia 1675 w Konnersreuth, zm. 3 marca 1716 w Gonderze) – niemiecki Błogosławiony Kościoła katolickiego. 

## Życiorys
Urodził się 4 stycznia 1675 roku. 17 października 1693 roku otrzymał święcenia kapłańskie. Wysłano go do Etiopii, tam poniósł śmierć męczeńską z dwoma towarzyszami (Samuelem Marzorati i Michałem Fasoli) 3 marca 1716 roku przez ukamienowanie. Wszyscy zostali beatyfikowani przez papieża Jana Pawła II w dniu 20 listopada 1988 roku.
Wspomnienie błogosławionego jest w dniu 3 marca.